# Алексеевна, Яна Ивановна
Яна Ивановна Алексеевна (азерб. Yana İvan Alekseyevna) — азербайджанская спортсменка (бокс) украинского происхождения, член сборной Азербайджана по боксу, двукратная чемпионка Европы и семикратная чемпионка Украины, серебряный призёр чемпионата мира 2014 года в Чеджу, бронзовый призёр Европейских игр 2015 года в Баку. Выступала за Азербайджан на летних Олимпийских играх 2016 года в Рио-де-Жанейро.